# 尼里基
尼里基（芬蘭語：Nyyrikki），或译为尼利基，是芬兰神话中的狩獵之神。芬兰民歌中其名字有多种变体。民歌中尼里基有时作为男性出现，有时也作为女性出现（塔皮奥的儿子或女儿）。后缀一般为女性名的后缀，可能民歌中的韵律要求而使用带此后缀的名字。
《卡勒瓦拉》中尼里基提及为塔皮奥和米耶利基的儿子。